# 샤잠 사핀
샤잠 세르게예비치 사핀(러시아어: Шаза́м Сергѐевич Са́фин, 1932년 4월 7일~1985년 3월 23일)은 소련의 레슬링 선수로 1952년 하계 올림픽에서 금메달을 획득했다.

## 경력
니즈니노브고로드주 코치코포자르키에서 태어났다.
사핀은 1952년 소련 선수권 대회에서 3위를 했으며, 같은 해에 핀란드 헬싱키에서 열린 1952년 하계 올림픽에 참가했다. 이 대회에서 결승까지 진출했고, 스웨덴의 구스타브 프레이를 꺾고 금메달을 획득했다. 1953년 나폴리에서 열린 1953년 세계 선수권 대회에서는 핀란드의 퀴외스티 레흐토넨에게 패하여 동메달을 획득했다.